# Henning Iwen
Henning Iwen, Henning Iven (Henning von Iven); (ur. XIV wiek w Słupsku, zm. 3 sierpnia 1469) – rzymskokatolicki duchowny, biskup kamieński.
Pochodził ze słupskiej rodziny mieszczańskiej, ukończył szkołę parafialną przy Kościele Mariackim w Słupsku, był kanonikiem kamieńskim i kanclerzem książęcym. Wybrany przez część kapituły 21 lipca 1446 na biskupa kamieńskiego po śmierci Zygfryda von Boocka. Wybór nowego biskupa potwierdził papież Mikołaj V. Faktyczne rządy w diecezji mógł rozpocząć w 1449, kiedy zażegnano spór z Kołobrzegiem, który ciągnął się od czasów bpa Zygfryda von Boock.
Dzięki staraniom bpa Henninga powstał Uniwersytet w Gryfii. 17 października 1456 biskup kamieński wraz ze swoim biskupem pomocniczym Albrechtem Katschenem uroczyście poświęcił uniwersytet w obecności księcia Warcisława IX i wszystkich rajców gryfijskich. Biskup kamieński został patronem i kanclerzem uniwersytetu.
Pomorski kronikarz Thomas Kantzow tak scharakteryzował tego biskupa:

...mąż zacny, uczony i pobożny, który wiele dobrego uczynił w biskupstwie. Miał on taką naturę, że kiedy dostrzegł lub usłyszał, iż człek jakiś zbłądził albo zgrzeszył, to żalił się nad nim i szlochał i chętnie by sprawił, iżby się rzecz owa w ogóle nie stała - osobliwie wtedy, gdy nie złość była przyczyną, lecz jeno ułomność. A kiedy ktoś, jak to zwykle bywa, docinał takiemu człekowi oraz mu uwłaczał - mawiał: "Ach, miły panie, toć i my tacy właśnie byliśmy lub jesteśmy wciąż jeszcze, albo i stać się tacy możemy; współczujmy przeto ludziom równym nam samym" - i w taki sposób zamykał mu gębę.